# Křtiny
Křtiny település Csehországban, a Blanskói járásban. Křtiny Březina, Rudice, Habrůvka, Bukovinka, Bukovina és Jedovnice településekkel határos. Lakosainak száma 820 fő (2024. január 1.).

## Népesség
A település lakosságának változását az alábbi diagram mutatja:
| Lakosok száma | 612  | 558  | 504  | 649  | 826  | 768  | 828  | 836  | 818  | 820  |
|               | 1869 | 1890 | 1921 | 1950 | 1980 | 2001 | 2017 | 2019 | 2022 | 2024 |